# Bisauli
Bisauli é uma cidade e um município no distrito de Budaun, no estado indiano de Uttar Pradesh.

## Geografia
Bisauli está localizada a 28° 19′ N, 78° 56′ L. Tem uma altitude média de 182 metros (597 pés).

## Demografia
Segundo o censo de 2001, Bisauli tinha uma população de 28,420 habitantes. Os indivíduos do sexo masculino constituem 53% da população e os do sexo feminino 47%. Bisauli tem uma taxa de literacia de 49%, inferior à média nacional de 59.5%; a literacia no sexo masculino é de 55% e no sexo feminino é de 42%. 19% da população está abaixo dos 6 anos de idade.